# William Paulet, 1. Marquess of Winchester

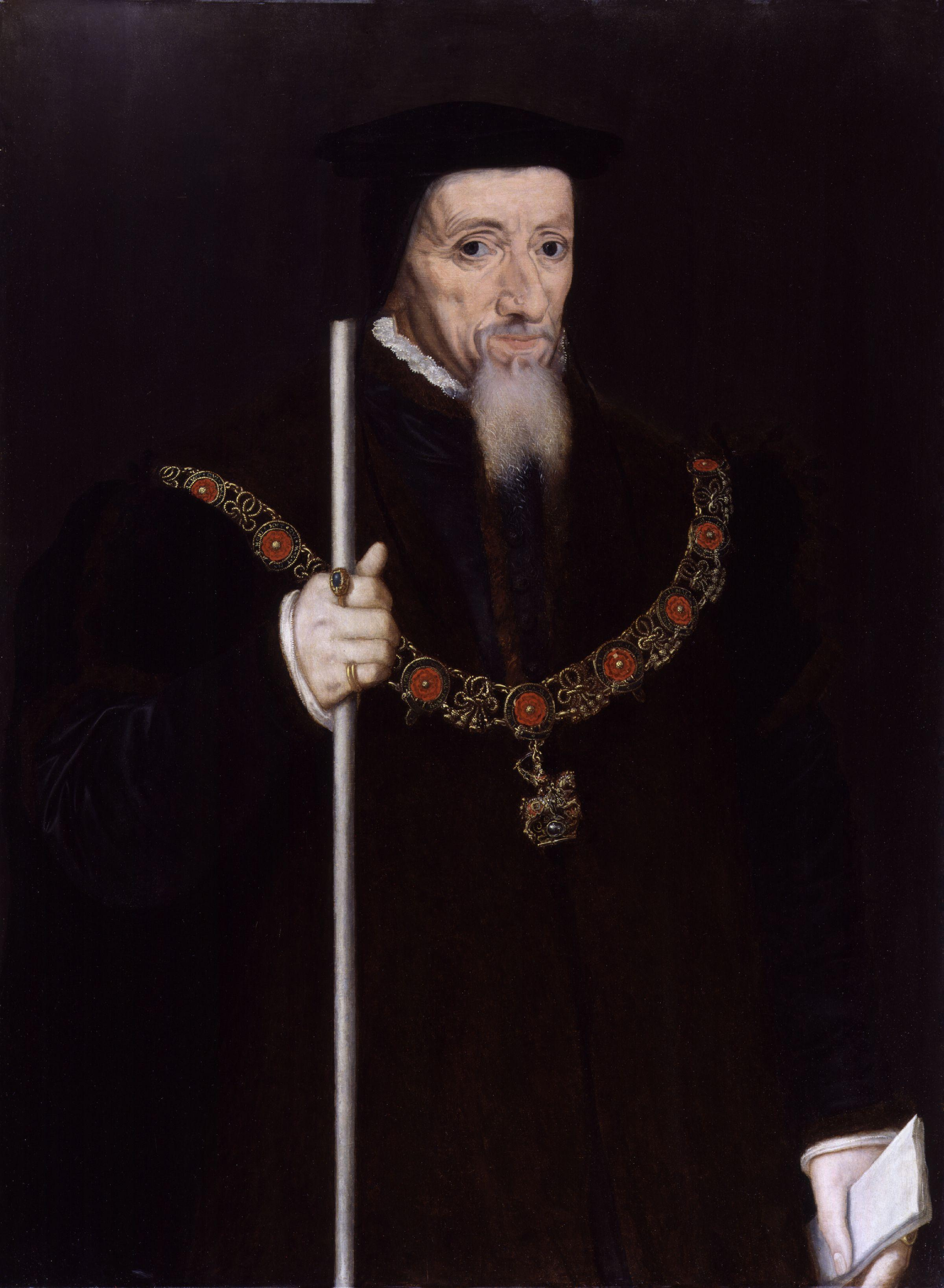
William Paulet, 1. Marquess of Winchester

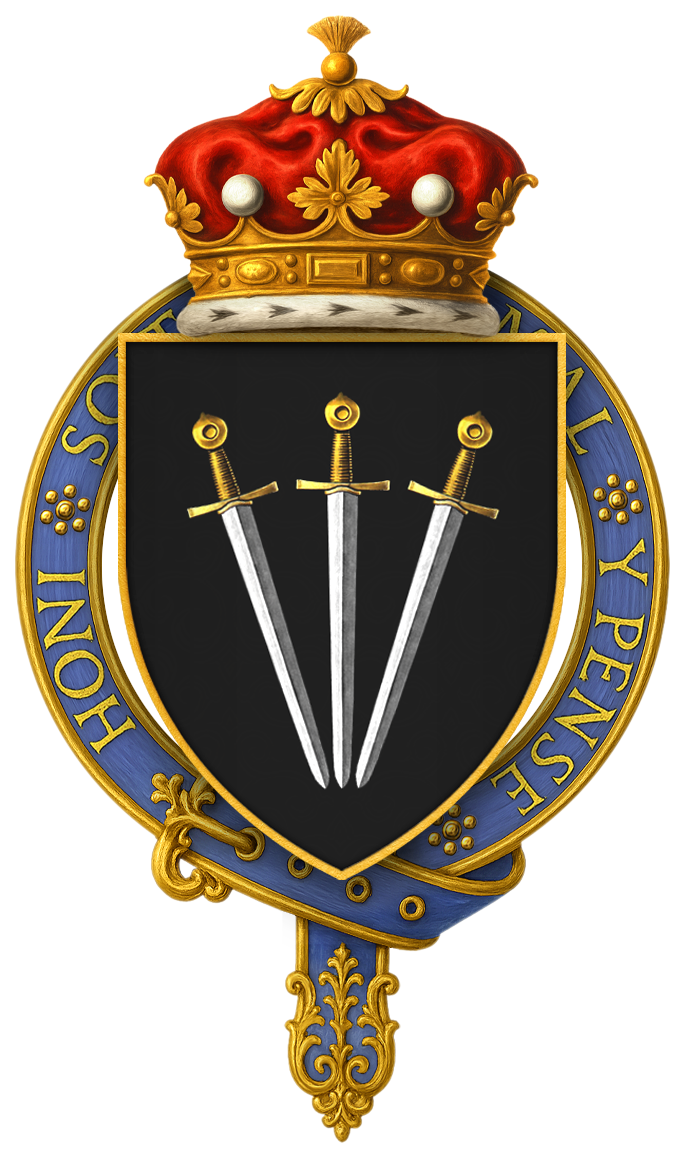
Wappen des William Paulet, 1. Marquess of Winchester

William Paulet, 1. Marquess of Winchester, KG (* um 1483; † 10. März 1572) war ein englischer Adliger und Hofbeamter.

## Leben
Er war ein Sohn von Sir John Paulet († 1525), Gutsherr von Basing in Hampshire, und dessen Gattin Alice († nach 1525).
In den Jahren 1511/12, 1518/19 und 1522/23 war er Sheriff von Hampshire. 1523 wurde er als Knight Bachelor zum Ritter geschlagen. Von 1529 bis 1536 war er als Knight of the Shire für Hampshire Abgeordneter im House of Commons. Er erhielt 1531 das Recht seinen Familiensitz Basing House zu befestigen und ließ die dortige Burg als einen Palast im Tudorstil neubauen.
Unter König Heinrich VIII. hatte er 1532 bis 1537 das Amt des Comptroller of the Household und 1537 bis 1539 das des Treasurer of the Household inne. Am 9. März 1539 erhob ihn der König durch Letters Patent zum Baron St. John (of Basing), wodurch er Mitglied des House of Lords wurde. 1542 nahm ihn der König in den Kronrat (Privy Council) auf. 1543 wurde er als Knight Companion in den Hosenbandorden aufgenommen. 1543 bis 1545 war er Lord Chamberlain of the Household, 1545 bis 1550 Lord Steward of the Household, 1546 bis 1549 auch Lord President of the Council. 1547 war er zudem Lord Keeper of the Great Seal. Während der Regierung des Regentschaftsrates für den minderjährigen Eduard VI. wurde er am 19. Januar 1550 zum Earl of Wiltshire und am 11. Oktober 1551 zum Marquess of Winchester erhoben war 1551 Lord High Steward und erhielt 1550 das bedeutende Hofamt des Lord High Treasurer. Obwohl er 1553 Königin Jane Grey unterstützte, wurde er auch von Königin Maria I. und später von Königin Elisabeth I. als Lord High Treasurer bestätigt und hatte dieses Amt bis zu seinem Tod 1572 inne.
Er war auch 1552, 1553 und 1559 Lord Lieutenant von Hampshire, 1569 Lord Lieutenant von Hampshire und Middlesex, sowie 1569 Joint Lord Lieutenant von London 1569. 1558 und 1566 war er Speaker des House of Lords.

## Ehe und Nachkommen
Um 1509 heiratete er Elizabeth Capell († 1558), Tochter des Sir William Capell († 1515), Alderman of London. Mit ihr hatte er zwei Söhne John Paulet und Chidiock Paulet. Sein älterer Sohn John, erbte durch Writ of Acceleration vom 3. Oktober 1554 bereits vorzeitig den Titel 2. Baron St. John. Beim Tod seines Vaters 1572 erbte er auch die weiteren Titel als 2. Marquess of Winchester.